# Maison Ikkoku (miniserie televisiva)
Maison Ikkoku (めぞん 一刻?) è la versione live action dell'anime omonimo, adattamento a sua volta del manga di Rumiko Takahashi. È diviso in due puntate andate in onda in Giappone rispettivamente nel maggio 2007 e nel luglio 2008. Ricalca la storia d'amore tra Godai, uno studente, e l'amministratrice degli appartamenti dove il ragazzo vive, la bella Kyoko. Contrariamente al film live action del 1986, il telefilm è molto più fedele alla trama della serie originale. Nel secondo special però, che si propone di coprire oltre tre quarti di storia, vengono saltati interi avvenimenti e tralasciati personaggi molto importanti nell'economia della serie come Asuna Kujo e Ibuki Yagami.

## Trama
Un uomo si ferma in un parco giochi con la figlia, Haruka, e inizia a raccontarle la storia della sua vita partendo sin dal 1983, anno in cui conobbe quella che sarebbe stata sua moglie. La narrazione si sposta quindi negli anni 80 e dopo una panoramica della Maison Ikkoku, vengono introdotti gli strambi inquilini che ubriachi, costringono il povero Godai, un rōnin (ovvero uno studente che non riesce a superare gli esami di ingresso per l'università) ad andare via dalla Maison per cercarsi un posto più tranquillo in cui prepararsi per i prossimi esami. Ma proprio in quel momento arriva la nuova manager, la bella Kyoko Otonashi. Questo costringe Godai, che se ne innamora a prima vista, a rimanere nel suo appartamento e continuare a sopportare le angherie dei vicini.

## Descrizione dei personaggi
Kyoko trova nel suo appartamento un piccolo taccuino in cui il manager precedente ha annotato diverse informazioni sugli inquilini. In definitiva le note faranno capire a Kyoko che gli abitanti della Maison sono persone poco raccomandabili.
- Yūsaku Godai - un ragazzo a posto, ma indeciso e inaffidabile
- Hanae Ichinose - quando ubriaca, urla e balla
- Akemi Roppongi - quando ubriaca, si spoglia e diventa manesca
- Yotsuya - non ci sono informazioni

### Cast 1ª parte
- Misaki Itō - Otonashi Kyoko

- Taiki Nakabayashi - Godai Yusaku

- Kayoko Kishimoto - Ichinose Hanae

- Ittoku Kishibe - Yotsuya

- Yumiko Takahashi - Roppongi Akemi

- Kin Sugai - Godai Yukari

- Ikki Sawamura - Mitaka Shun

- Toshiyuki Hosokawa - Otonashi Rojin

- Ryo Hashizume - Sakamoto

- Nana Eikura - Nanao Kozue

- Ei Morisako - Godai Haruka

- Shingo Yanagisawa - Master of Cha-Cha Maru

- Kota Nakasone - Ichinose Kentaro

### Cast 2ª parte
- Misaki Itō - Otonashi Kyoko
- Taiki Nakabayashi - Godai Yusaku
- Kayoko Kishimoto - Ichinose Hanae
- Ittoku Kishibe - Yotsuya
- Yumiko Takahashi - Roppongi Akemi
- Kin Sugai - Godai Yukari
- Ikki Sawamura - Mitaka Shun
- Ryo Hashizume - Sakamoto
- Akina Minami - Nanao Kozue
- Shingo Yanagisawa - Master di Cha-Cha Maru
- Ai Maeda - Kuroki Sayoko
- Ryudo Uzaki - padre di Yusaku
- Atsuko Asano - madre di Yusaku
- Yoshikazu Ebisu - dipendente del college
- Yuu Tokui - intervistatrice
- David Itō - intervistatore
- Yoshiaki Fujiwara manager di cabaret
- Nami Ishibashi - sorella di Yusaku
- Hiroshi Yamamoto - fratello di Yusaku
- Kotaro Shiga marito di Ichinose
- Ren Nibori - Ichinose Kentaro da bambino
- Shinosuke Matsukawa - Ichinose Kentaro da grande

## Parallelo con la serie animata
Mentre il film di Maison Ikkoku del 1986, girato con una evidente penuria di mezzi a disposizione, affrontava gran parte della trama condensandola in circa un'ora e mezza, risultando poco fedele all'opera originale e dimenticando alcuni dei personaggi principali, il live drama del 2007 (che copre i primi 8-9 episodi della serie) può vantare su una fedeltà maniacale rispetto all'anime. A cominciare dall'ambientazione, ovvero la Maison, perfettamente ricostruita sia negli interni che nella parte esterna basandosi sui disegni originali e riempita di oggetti (il telefono rosa, ad esempio) che richiamano quelli visti in precedenza negli altri adattamenti. Da citare poi il grembiule che sfoggia Kyoko, identico all'originale.
Anche i personaggi risultano molto simili alle controparti disegnate, ad eccezione del solo Yotsuya, interpretato da Ittoku Kishibe, lievemente troppo anziano per il ruolo. Le gag sono quelle della serie originale riproposte fedelmente dal vivo e la recitazione, specialmente quella di Godai, unita alla musica di sottofondo e alle scenografie, ricreano perfettamente l'atmosfera dell'animazione.

## Curiosità
- Per il ruolo di Godai è stato scelto un volto nuovo della televisione giapponese, decidendo di non affidarsi ad attori famosi. Mentre Misaki Ito, che interpreta Kyoko, aveva già preso parte a produzioni piuttosto importanti come Ju-on: The Grudge.
- Una piccola modifica temporale è stata apportata all'anno d'inizio della storia: mentre sia nel manga sia nell'anime è il 1980, qui nel film è il 1983.